# ひめゆり (ドキュメンタリー)
ひめゆりは、2007年3月23日から公開された日本の映画作品である。太平洋戦争末期の沖縄戦を背景に、従軍看護活動にあたった沖縄師範学校女子部・沖縄県立第一高等女学校の女学生ら、通称「ひめゆり学徒隊」の生存者達の証言を基にした、ノンフィクションのドキュメンタリー作品である。監督は柴田昌平。沖縄をめぐっての平和論争とは一線を画し、中立の立場を貫いており、文部科学省選定作品となっている。

## この作品が製作された経過
これまでに、「ひめゆりの塔」など、ひめゆり学徒隊をモデルとした劇映画は複数上映されているが、緻密な取材はなされているものの、いずれも一部脚色されており、どれも真実を伝えるものではなかった。ひめゆり学徒隊の生存者たちは、ひめゆり平和祈念資料館において、来館者に真実を語り継ぐ活動を続けてきたが、年数が経つにつれて証言者が減少していく事実に直面し、映像として記録を残していく事を目的に製作された。証言映像の記録については、ひめゆり平和祈念資料館リニューアルの総合プロデューサー・コーディネーターをしていた縁もあり、柴田昌平監督に託された。生存者の証言採取を主眼に置き、1994年から13年間にわたり撮影。延べ収録時間は100時間を越えている。映画が完成するまでに既に3人の証言者が亡くなっている。
この記録作業は現在も継続しており、監督は続編製作も示唆している。

## あらすじ・特色
時間順に形成された三章仕立てとなっている。
- 第一章　戦場動員と看護活動
- 第二章　南部撤退から解散命令
- 第三章　死の彷徨

学徒隊生存者の証言映像をメインに構成されており、時折 記録映像や字幕を交えて、時間の経過・戦況・出演者についての解説がなされている。
ドキュメンタリー映画では、インタビュアーの質問に対して証言者が応える形式が多いが、この作品ではインタビュアーの声は極力カットされており、証言に重点を置いたつくりになっている。
出演者は、ひめゆり平和祈念資料館において、来館者に平和を語り継ぐ活動をしている人物を中心に構成されている。撮影では実際に体験した現場を訪れており、当時の心情を丁寧に掘り起こし証言している。現地にいるからこそ思い起こされる体験もあり、資料館での証言では難しい、細微な心情まで表現されている。戦中の体験談が生の声で語られ、時には残酷な証言も飛び出すが、全体的には未来に平和を語り継ぐ明るい作品としてまとまっている。
また、これまで資料館での証言に立っていない人物も出演に応じており、沖縄戦をより多面的に捕らえられる貴重な資料であると言える。

## 上映について
初上映は2007年3月23日、沖縄の桜坂劇場。公開日の3月23日は沖縄戦が始まった日、ひめゆり学徒隊が戦場動員された日である。
2024年現在も、上映は、毎年6月23日（沖縄・慰霊の日）前後に、東京のミニシアター、ポレポレ東中野で行われている。
監督の柴田昌平が代表を務めている配給元の（有）プロダクション・エイシアは、主にテレビ向けのドキュメンタリー番組等を制作しており、劇場映画としては初作品である。そのため単館上映や自主上映の形をとっている。製作者以外の編集の手が入る事を懸念し、DVD化やテレビ放映する予定はなく、今のところ上映会場に足を運ぶ以外はこの映画を鑑賞する手段はない。
劇場映画としては無名の監督でありながら、公開当初からこれまで、着々と上映会場の数を増やしている。良質な作品であるため、クチコミで広がっている事。映画の公式ホームページ上で観客を募り、潜在的な観客数を拾い上げ、映画館への交渉材料としている事。草の根的な地道な作業が、効果を挙げている好例と言えるだろう。また、次項に挙げる著名人からの宣伝効果が、大きな反響を呼んでいると推測される。

## 歌手Coccoとの関連について
沖縄県出身の歌手Coccoは、音楽等の活動において、若い世代を中心に人気を得ている。彼女は地元沖縄への思い入れを自身の活動の中で表現しているが、ひめゆりについても折に触れて発言しており、この映画が若い世代に広く知られるきっかけを作った。
- 2006年8月15日に開催されたコンサート「沖縄ゴミゼロ大作戦ワンマンライブスペシャル2006」でのMCにおいて、ひめゆりの塔・ひめゆり平和祈念資料館に訪れた時の感想を話している。これをきっかけに映画の鑑賞を依頼されたという。
- 「毎日新聞」の生活家庭欄で、エッセイ「想い事。」が2006年4月3日から2007年3月5日まで連載されていた。2006年11月6日に掲載された記事において、映画「ひめゆり」を見た感想を寄せている。記事の中で、証言に立った出演者たちに向けて謝辞を述べており、この文章は映画のサブタイトルに起用されている。この連載を全編収録した書籍「想い事。」は2007年8月15日に発売された。
- 映画の予告編において、声の出演を果たしている。この予告編は、映画の公式ホームページ上で公開されている。

その他、この作品とCoccoにまつわるエピソードは多数存在し、若い世代を中心に、作品の知名度に大きく貢献していると予想される。

## 受賞歴
- 2007年第81回キネマ旬報ベスト・テン文化映画部門第1位[1]
- 2007年（第50回）JCJ特別賞　受賞　（日本ジャーナリスト会議）[2]
- 平成19年度（第5回）文化庁映画賞〈文化記録映画部門〉文化記録映画大賞　受賞[3]
- 2007年 日本映画ペンクラブ・ベストファイブ〈文化映画部門〉第1位）
- 2007年度　全国映連賞 監督賞　（全国映画鑑賞連合会）
- 第25回（2007年度）日本映画復興会議 奨励賞
- 2008年（第22回）高崎映画祭特別賞
- 2008年（第32回） SIGNIS JAPAN　カトリック映画賞

## 出演者
- 石川幸子
- 大見祥子
- 富村都代子
- 本村つる
- 世嘉良利子
- 新垣世紀子
- 城間和子
- 津波古ヒサ
- 照屋信子
- 仲里正子
- 比嘉文子
- 前野喜代
- 宮良ルリ
- 上原当美子
- 島袋淑子
- 謝花澄枝
- 照屋菊子
- 与那覇百子
- 宮城信子
- 大城信子
- 新崎昌子
- 宮城喜久子

## テーマソング
- 別れの曲（わかれのうた）：作詞/太田博・作曲/東風平恵位

生徒達は3月25日の卒業式で歌うために練習していたが、3月23日に戦場動員されたために、歌えなかった曲。陸軍病院において急遽執り行われた卒業式では、軍歌「海ゆかば」が歌われた。
- Gustav Mahler,Symphony No,5 in C sharp minor,Ⅳ,Adagietto（挿入歌）

## スタッフ
- 監督：柴田昌平
- プロデューサー：大兼久由美・小泉修吉
- 撮影：澤幡正範・川崎哲也・一之瀬正史・川口慎一郎
- 録音：吉野奈保子・翁長良・山根則行
- 編集：加賀谷誠・柴田昌平・川口慎一郎
- 脚本：柴田昌平
- 音響効果：鈴木利之
- 製作：プロダクション・エイシア
- 共同制作：財団法人沖縄県女師・一高女ひめゆり同窓会
- 配給：プロダクション・エイシア

- 監修：ひめゆり平和祈念資料館【資料委員】安谷屋良子・本村つる・石川幸子・富村都代子・津波古ヒサ・仲里正子・宮良ルリ・上原当美子・島袋淑子・宮城喜久子【学芸員】普天間朝佳・前泊克美【説明員】仲田晃子【女師・一高女ひめゆり同窓会事務局】知念淑子・又吉治子

- 資料提供：沖縄戦記録フィルム 1フィート運動の会
- 写真提供：平良孝七

- 協力：南風原文化センター・南城市観光文化振興課・民族文化映像研究所・仲松昌次・岩田三四郎・大城牧子・屋山久美子